# São Mateus (São João de Meriti)
São Mateus é um distrito do município de São João de Meriti, no estado do Rio de Janeiro. O distrito possui  cerca de 56 600 habitantes, e está situado na região oeste do município.

## História
Em 1947, por meio de ato administrativo, o então distrito de Meriti é elevado à categoria de município. Por intermédio da mesma lei, surgiram os distritos de Coelho da Rocha e São Mateus, os quais foram, então, anexados ao município.

## Loteamentos
O distrito é formado por vários loteamentos, que embora sejam referência no município, conservam entre si algumas diferenças em infraestrutura.

### São Mateus

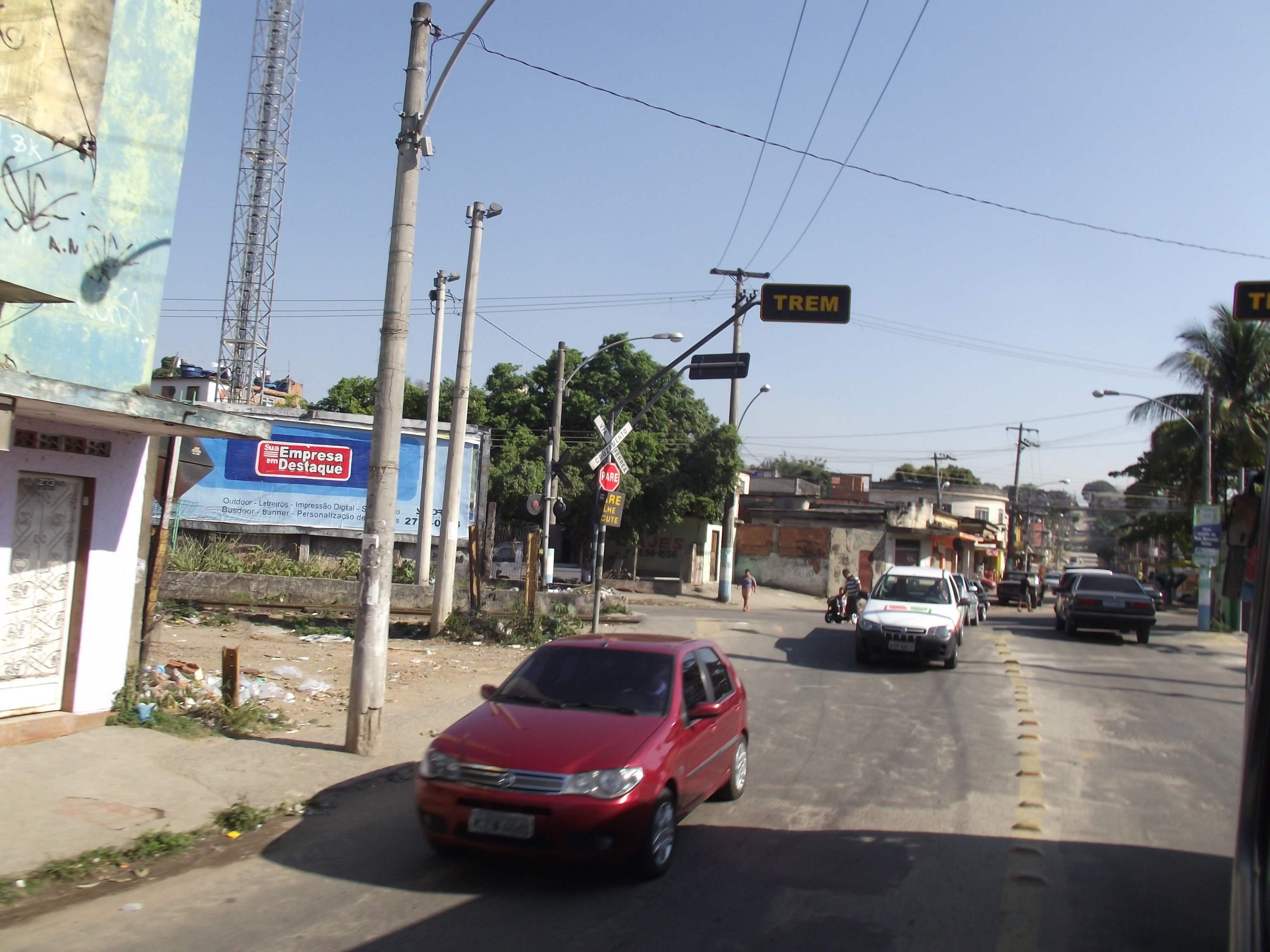
São Mateus.

São Mateus é o loteamento mais desenvolvido do distrito. Junto a Éden e Centro, é considerado uma das primeiras áreas de ocupação da cidade, sendo regiões, que historicamente, sempre definiram a vida social, econômica e política do município[carece de fontes?].
No bairro está sediada a escola de samba Unidos da Ponte, cuja sede se localiza na antiga estação de trem, desativada em 1993. A agremiação já pertenceu à elite do carnaval do Rio de Janeiro. Também no bairro está sediado o Esporte Clube Olarias, time de futebol que já disputou o antigo Campeonato Estadual Fluminense [carece de fontes?].